# 岩垅乡
岩垅乡，是中华人民共和国湖南省怀化市洪江市下辖的一个乡镇级行政单位。

## 行政区划
岩垅乡下辖以下地区：
竹坪垅村、青树村、青松村、春晨村、江坵村、青山村、芦荻坪村、谷雨村、铁门村、空田村、力丰村、星火村和干溪坪村。